# Новая Пустынь
Новая Пустынь — село в Шиловском районе Рязанской области в составе Лесновского городского поселения.

## Географическое положение
Село Новая Пустынь расположено на Окско-Донской равнине на левом берегу реки Непложа в 27 км к юго-западу от пгт Шилово. Расстояние от села до районного центра Шилово по автодороге — 38 км.
Через село протекает небольшой ручей Сиверс (приток реки Непложи). К западу от села — небольшой участок леса («Пьяный» лес), с юга и юго-запада вплотную к селу подступают территории садоводческих товариществ. Ближайшие населенные пункты — пгт Лесной и поселок Ямской.

## Население
По данным переписи населения 2023 г. в селе Новая Пустынь постоянно проживают 268 чел. (в 1992 г. — 556 чел.).

## Происхождение названия
Село Новая Пустынь было основано в середине XIX в. выходцами из села Федосеево-Пустынь, которые назвали новый населенный пункт в честь родного села. Вплоть до начала XX в. село имело еще одно название — Пустынские Выселки.

## История
Окрестности села Новая Пустынь были освоены людьми давно. Археологические разведки вскрыли в 2,5 км к северу от села остатки древнерусского городища XII—XIII вв., так называемый «Разбойный городок».
Само село Новая Пустынь было образовано около 1840 г. переселенцами из села Федосеево-Пустынь. По данным 10-й ревизии (1858 г.), деревня Новая Пустынь, Пустынские Выселки тож, являлась общиной государственных крестьян и в ней проживало 1186 душ обоего пола.
В 1884 г. в Новой Пустыни на средства местных жителей был построен деревянный Александро-Невский храм (разрушен в 1950-е гг.), в связи с чем деревня изменила свой статус, став селом.
К 1891 г., по данным И. В. Добролюбова, в селе Новая Пустынь насчитывалось 235 дворов, в коих проживало 811 душ мужского и 856 душ женского пола, в том числе 105 человек грамотных.

## Транспорт
Село Новая Пустынь имеет выезд на расположенную поблизости автомобильную дорогу федерального значения М-5 «Урал»: Москва — Рязань — Пенза — Самара — Уфа — Челябинск. В 3 км к северу от села находится остановочный пункт «Новая Пустынь» железнодорожной линии «Рязань — Пичкиряево» Московской железной дороги.

## Достопримечательности
- Храм святого благоверного великого князя Александра Невского — Александро-Невская церковь. Построен в 1990 г.[6]